# موزه ملی سرخ‌پوستان ایالات متحده آمریکا

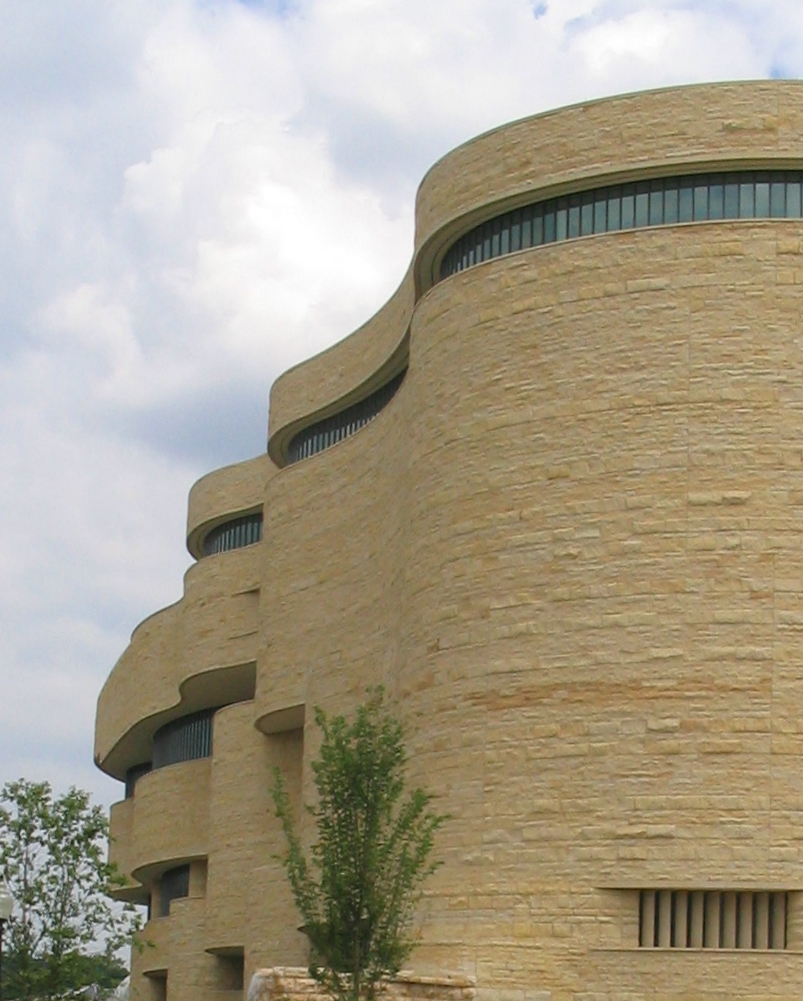

موزه ملی سرخ‌پوستان ایالات متحده آمریکا (به انگلیسی: National Museum of the American Indian) یکی از مراکز فرهنگی ایالات متحده آمریکا است. شعبه مرکزی این موزه سرخ‌پوستان آمریکایی در شهر واشینگتن دی سی در آمریکا قرار دارد. این مرکز متعلق به مؤسسه اسمیتسونین است.

## توضیحات کلی[۱]
موزه ملی سرخپوستان آمریکا سه نوع امکان را فراهم کرده‌است. این موزه در مرکز ملی واشینگتن دی سی، گالری‌های نمایشگاهی و فضاهایی برای نمایش آثار، سخنرانی‌ها و سمینارها، تحقیقات و آموزش ارائه می‌دهد. مرکز جورج گستاو هیه (GGHC) در شهر نیویورک، نمایشگاه‌ها، تحقیقات، فعالیت‌های آموزشی و برنامه‌های هنری را برگزار می‌کند. مرکز منابع فرهنگی (CRC) در سویتلند، مریلند، کلکسیون‌های موزه‌ها را به همراه برنامه‌های نگهداری، بازگرداندن کالا به کشور مبدأ و تصویربرداری دیجیتال و امکانات تحقیقاتی ارائه می‌دهد. فعالیت‌های موزه ملی سرخپوستان آمریکا که اغلب به‌عنوان موزه چهارم نامیده می‌شود، شامل وب‌سایت، نمایشگاه‌های مسافرتی و برنامه‌های اجتماعی است.

## مجموعه‌های موزه ملی سرخپوستان آمریکا[۱]
موزه ملی سرخپوستان آمریکا (NMAI) یکی از بزرگ‌ترین مجموعه‌های هنر و مصنوعات بومی آمریکایی در جهان است – که تقریباً ۲۶۶۰۰۰ کاتالوگ (۸۲۵۰۰۰ آیتم) که بیش از ۱۲۰۰۰ سال قدمت دارد و بیش از ۱۲۰۰ فرهنگ بومی در سراسر آمریکا را شامل می‌شود. این مجموعه شامل آثار زیبایی‌شناسی، مذهبی و تاریخی و همچنین کلکسیون مصنوعات مورد استفاده روزمره می‌باشد. این مجموعه شامل تمام مناطق فرهنگی عمده نیمکره غربی است که تقریباً تمام قبایل در ایالات متحده، اکثر کانادایی‌ها و تعداد قابل‌توجهی از فرهنگ‌های آمریکای مرکزی و آمریکای جنوبی و کارائیب را تشکیل می‌دهند. تقریباً ۶۸ درصد از مجموعه اجسام از ایالات متحده، ۳٫۵ درصد از کانادا، ۱۰ درصد از مکزیک و آمریکای مرکزی، ۱۱ درصد از آمریکای جنوبی و ۶ درصد از کارائیب است. به‌طورکلی ۵۵ درصد از مجموعه‌ها باستان‌شناسی، ۴۳ درصد قوم‌نگاری و ۲ درصد هنر مدرن و معاصر است.

## جستارهای مربوطه
- مرکز هنرهای نمایشی لینکلن